# Uzmaston
Uzmaston est une petite paroisse située dans le comté du Pembrokeshire (pays de Galles), à environ 2 kilomètres au sud-est de Haverfordwest.
Ce village fait partie de la communauté d'Uzmaston, Boulston et Slebech.
Son église est dédiée au saint gallois Isfael, prince breton du VIe siècle.